# Muchocinek
Muchocinek – przysiółek wsi Muchocin w Polsce, położony w województwie wielkopolskim, w powiecie międzychodzkim, w gminie Międzychód, na lewym brzegu Warty, 2,5 km na pn.-zach. od Muchocina, wsi sołeckiej.

## Historia

### Toponimia i wzmianki
Władysław Rusiński, badacz osadnictwa olęderskiego w Polsce, rejestruje Muchocinek pod nazwą Mechocińskie Olędry, ale nie potrafił ustalić daty ich założenia. W źródłach niemieckich wspomniane w 1709 jako Mochodschiner Holländern, a w 1777 jako die Holländerei Machtschin. W XIX w. ustaliła się nazwa urzędowa Muchocin Hauland, w ślad za nią pojawiły się polskie kalki: Muchocin Ol. (Leon Plater, 1846), Muchocin olędry (SGKP), Muchocińskie olędry (1888). Polska nazwa deminutywna upowszechniła się po 1920.

### Rys historyczny
Kolonia założona została na gruntach Muchocina przez jego właścicieli i do 1873 pozostawała własnością dworską. Według źródeł liczyła wtedy 10 dymów (domostw), ale liczba ta systematycznie malała: w 1837 było ich 9, w 1871 – 7, w 1885 – 8, a w 1905 – 7. Zgodnie z tradycją olęderską posiadała zabudowę rozproszoną.
W okresie Wielkiego Księstwa Poznańskiego (1815–1848) miejscowość wzmiankowana jako Muchocin Olędry należała do wsi mniejszych w ówczesnym pruskim powiecie Międzyrzecz w rejencji poznańskiej. Muchocin Olędry należał do okręgu międzychodzkiego tego powiatu i stanowił część majątku Muchocin, którego właścicielem był wówczas Kalkreuth. Według spisu urzędowego z 1837 wieś liczyła 75 mieszkańców, którzy zamieszkiwali 9 dymów.
W 1890 gmina obejmowała 237 ha. W 1905 spisano tu 7 gospodarstw domowych.
Przed 1920 wieś protestancka i niemiecka. Ludność zawsze uczęszczała do kościołów w Międzychodzie. W końcu XIX w. dzieci chodziły do szkoły w Strychach.
W 1871 mieszkało tu tylko 3 katolików, w 1885 – 4, a w 1905 – 6. Wszyscy oni byli Niemcami. W okresie międzywojennym osada była najdalej na zachód wysuniętym punktem II Rzeczypospolitej.
W latach 1975–1998 miejscowość położona była w województwie gorzowskim.

## Demografia
W 1837 mieszkało tu 75 osób, w 1871 – 41, 1885 - 42, w 1905 – 52, a w 2003 przysiółek i gajówkę zamieszkiwało tylko 18 osób.